# César Uribe
César Uribe Piedrahíta (Medellín, 16 de noviembre de 1897-Bogotá, 17 de diciembre de 1951) fue un novelista, médico y educador colombiano.

## Carrera
Estudió Medicina, graduándose en la Universidad de Antioquia y especializándose en 1921 en la Universidad de Harvard, donde fue Profesor el laboratorio clínico en el Departamento de Medicina Tropical. 
Estando en Estados Unidos, publicó algunos trabajos sobre protozoarios y parasitología en revistas especializadas.
Al regresar a Colombia fue nombrado director del Instituto Nacional de Higiene. Durante este cargo realizó diversos viajes por Colombia y Venezuela, impulsando el desarrollo de una de las mayores colecciones de flora y fauna. Durante estos viajes, además, aprendió varias lenguas aborígenes.
Desarrolló el primer antídoto contra el veneno de serpiente en Colombia.
Ejerció como profesor en la Universidad de Antioquia, donde también estudió las estructuras nucleares y patologías de las enfermedades dermatológicas. En la Universidad Nacional de Colombia fundó el departamento de Parasitología. Entre 1931 y 1932 fue rector de la Universidad del Cauca en Popayán, donde emprendió varias iniciativas como cambios modernizadores en la estructura universitaria, la actualización de laboratorios y las bibliotecas, la educación sexual de los jóvenes y la defensa del ejercicio al aire libre. 
Fundador de los laboratorios CUP.
Dirigió y fundó varios centros de investigación, y es miembro fundador de la Academia Nacional de Ciencias y del Herbario Nacional. Su propia casa sirvió de albergue a las primeras especies del herbario, las cuales fueron recolectadas durante sus expediciones botánicas a las selvas colombianas. 
Fruto de sus investigaciones sobre el indigenismo son sus artículos acerca de las lenguas aborígenes de la amazonía colombiana, publicados por la Universidad de los Andes.
Polifacético, de espíritu independiente, curioso y aventurero, escritor de novelas de gran sentido social como Toá (sobre la explotación de los trabajadores del caucho, similar a La vorágine) y Mancha de aceite (sobre la explotación petrolera en Zulia, Venezuela}, fue cercano en su juventud al grupo de artistas y literatos de Los Pánidas, sabía tocar el violín, y realizó pintura y escultura en madera, arte de la cual llegó a hacer algunas exposiciones en Bogotá.
Estuvo casado con Lucrecia Uribe Lince y no tuvo descendencia.
Muere en 1951, con 55 años de edad, afectado por el alcoholismo.

## Obras
Buena parte de su legado fue consumido durante un incendio en el marco de El Bogotazo, el 9 de abril de 1948. Perdió casi la totalidad de sus colecciones de pintura, de plantas y animales, sus notas de campo, proyectos científicos y artículos. En principio creyó con recursos propios suficientes para reconstruir los laboratorios, pero se vio obligado a vender buena parte de sus derechos a una compañía comercial. 
Según la Academia Colombiana de Ciencias Exactas, Físicas y Naturales es autor de 51 publicaciones científicas en diversos campos del conocimiento. 
Su obra literaria se compone de dos novelas, un relato y los fragmentos de una tercera novela, inconclusa (que iba a llamarse El Caribe).
- 1934 Toá, narraciones de caucherías (novela sobre la explotación de los trabajadores del caucho en la Amazonía colombiana).
- 1935 Mancha de aceite (novela sobre la explotación petrolera en Zulia, Venezuela)
- Sebastián de las Gracias (relato)